# Galmudug

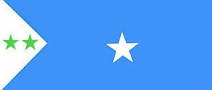
Galmudugs flagga.

Galmudug är ett självstyrande område i centrala Somalia, med säte i södra Galkacyo. Området ligger i regionerna Galguduud och Mudug, varifrån namnet är bildat. Galmudug gränsar till Puntland i norr och i söder till den del av Somalia som nominellt styrs av TFG-regeringen (i praktiken till största delen av lokala krigsherrar och Al-Shabaab).
Galmudug har en egen president, parlament, domstol och armé, men de styrande vill tillhöra Somalia i en framtida federal regering. Galmudug bildades den 14 augusti 2006 av somalier i förskingringen i USA och Storbritannien, folk som härstammar från detta område samt av affärsmän i huvudstaden Mogadishu. Fram till dess präglades området av instabilitet, krig, olika milisers vägspärrar och allmän laglöshet.